# Sheldon Garon
Sheldon M. Garon (* 17. Dezember 1951) ist ein amerikanischer Historiker. Er ist Professor an der Princeton University und legt seinen regionalen Schwerpunkt auf Asien. 
Garon absolvierte sein Bachelor-Studium im Fach Geschichte an der University of Minnesota, wo er seinen Bachelor 1973 erwarb. Danach setzte er sein Studium an der Harvard University fort, wo er 1975 seinen Master of Arts in East Asian Studies erhielt. Seinen Doktor im Fach Geschichte erwarb er 1981 an der Yale University.
Von 1980 bis 1982 unterrichtete Garon als wissenschaftlicher Mitarbeiter Geschichte am Pomona College in Claremont, CA. Bis 1988 arbeitete er an dann als wissenschaftlicher Mitarbeiter im Fach Geschichte und bei den East Asia Studies in Princeton. 1988 wurde Garon als außerordentlicher Professor berufen. Diese Position hielt er bis 1994, als er Professor für Geschichte und East Asia Studies an der Princeton University wurde. Sheldon Garon hält den Lehrstuhl Nissan Professor in Japanese Studies. Professor of History and East Asian Studies. Zwischen 2001 und 2003 war er Vorsitzender eines Komitees, das sich mit den Regionalstudien an der Universität beschäftigte. Als Ergebnis entstand 2003 das Princeton Institute for International and Regional Studies (PIIRS), das die internationalen und regionalen Studien stärker verzahnte.
Garon beschäftigt sich in seiner Forschung vor allem mit Japan, wobei er aber auch transnationale und globale Perspektiven berücksichtigt. Sein erstes Buch zeichnete die moderne Geschichte Japans anhand der Geschichte der Arbeiterbewegung nach. In seinem zweiten Buch beschäftigte er sich mit dem Erfolg des japanischen Staates, seine Bürger zu mobilisieren. Dabei eröffnete Garon eine neue Perspektive auf das japanische Wirtschaftswunder nach dem Zweiten Weltkrieg. Sein 2011 erschienenes Buch zum Spar- und Ausgabeverhalten in den USA und Japan wurde auch in der breiteren Öffentlichkeit rezipiert. Aktuell forscht er zu Home Fronts: A Transnational Study of Japan, Germany, Britain, and the United States in World War II.

## Publikationen
- 1987: The State and Labor in Modern Japan, University of California Press, Berkeley. ISBN 9780520059832
- 1997: Molding Japanese Minds: The State in Everyday Life, Princeton University Press.  ISBN 978-0-691-04488-0
- 2011: Beyond Our Means: Why America Spends and the World Saves, Princeton University Press. ISBN 978-0-691-13599-1